# Dongosaro
Pour l’article homonyme, voir Dongosaro (île).
Ne doit pas être confondu avec Sorol.
La municipalité de Dongosaro, aussi appelée municipalité de Sonsorol, est un village, capitale de l'État de Sonsorol, située sur l'île du même nom, aux Palaos. 

## Géographie
L'unique village de la municipalité, et de l'île, se situe à l'ouest de l'île.

## Administration
L'article XI, section 1 de la Constitution de l'État de Sonsorol constitue l'île de Dongosaro en municipalité. Elle est faite capitale de l'État de Sonsorol. 

## Population et société

### Démographie
| 1710 | 1860 | 1896 | 1900 | 1907 | 1909 | 1935 | 1945 | 2003 |
| ---- | ---- | ---- | ---- | ---- | ---- | ---- | ---- | ---- |
| 800  | 200  | 350  | 400  | 350  | 304  | 160  | 156  | 37   |

| 2009 | 2014 | - | - | - | - | - | - | - |
| ---- | ---- | - | - | - | - | - | - | - |
| 30   | 42   | - | - | - | - | - | - | - |

En 1935, l'île comptait 153 natifs et 7 japonais.

### Éducation
L'école de Dongosaro a été fondée en 1972 et compte 13 étudiants réunis en une classe (le professeur enseigne à tous les âges). Il y a également une bibliothèque et quelques instruments. L'école a un cuisinier.

### Langue
On y parle sonsorolais.

## Économie
L'île ne propose aucun service et les activités se résument à la pêche et la culture de subsistance.

## Transports
L'aéroport se trouve sur une île située au sud-ouest de Sonsorol. Le transport vers les autres îles nécessite donc un bateau qui fait le trajet, gratuitement, une fois tous les deux mois. Il est également possible de s'y rendre en utilisant un bateau de pêche ou de recherche. 
Il n'y a pas de voiture sur l'île, par conséquent les déplacements se font à pied.

## Sources
- (es) Cet article est partiellement ou en totalité issu de l’article de Wikipédia en espagnol intitulé « Dongosaru » (voir la liste des auteurs).